# Dani Fernández

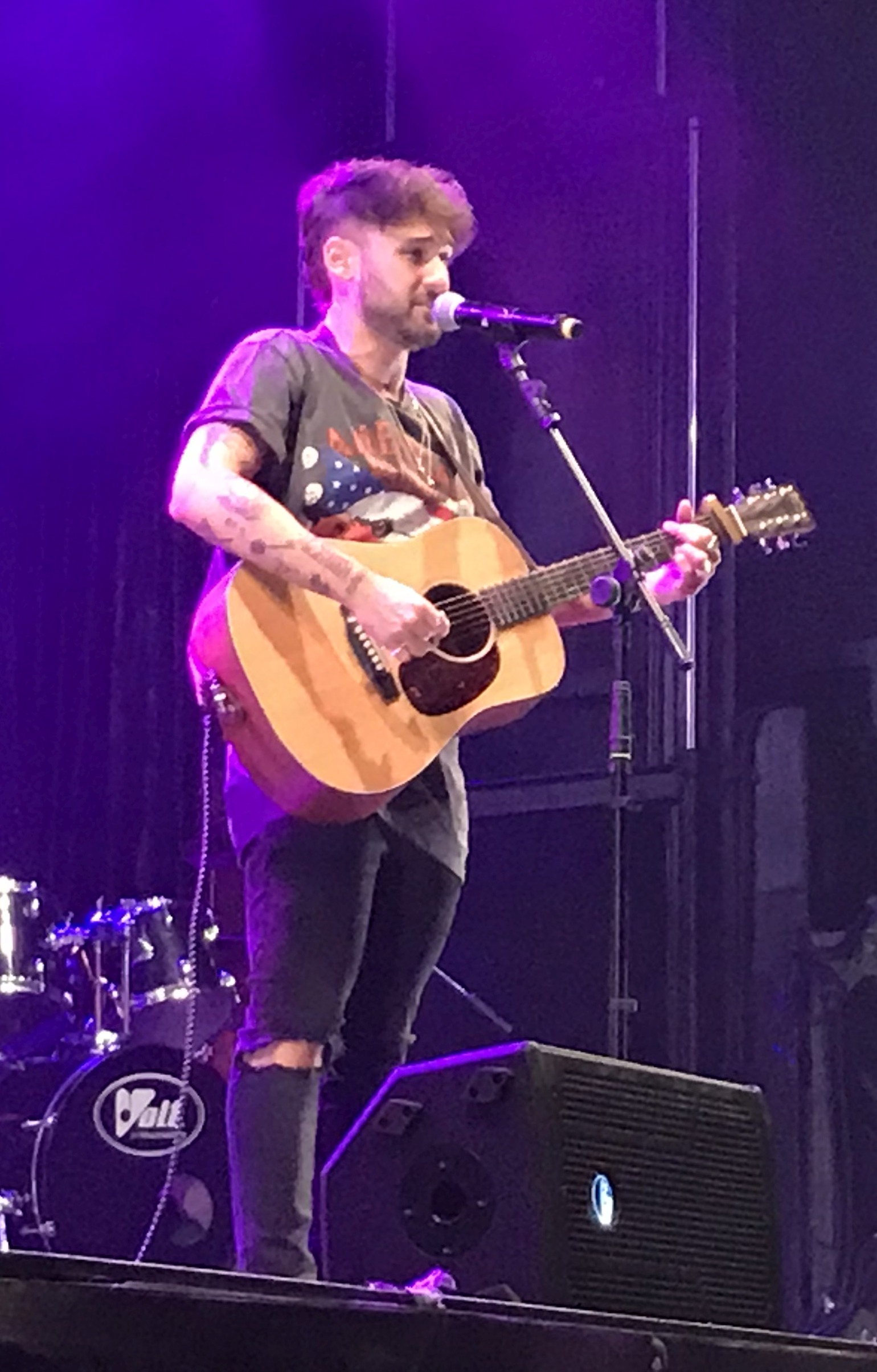
Dani Fernández im Juli 2019

Daniel Fernández Delgado (* 11. Dezember 1991 in Alcázar de San Juan), bekannt als Dani Fernández, ist ein spanischer Popsänger. Bekannt wurde er als Mitglied der von 2009 bis 2016 aktiven Boygroup Auryn. Er war das zweite Bandmitglied, das eine erfolgreiche Solokarriere folgen ließ. Ab 2019 war er mit mehreren Alben in den Top 5 der spanischen Charts.

## Biografie
Dani Fernández war schon in frühen Jahren bei großen Gesangswettbewerben aktiv. 2003 gehörte er zu den Finalisten bei Eurojunior, dem nationalen Vorentscheid für den Junior Eurovision Song Contest. 2006 war er dort der spanische Vertreter und belegte mit dem Lied Te doy mi voz für sein Land Platz 4. Auf nationaler Ebene gewann er den Jugendwettbewerb von Valdepeñas, zweimal in Folge den Cuidad Real Suena seiner Heimatprovinz und den Wettbewerb Veo Veo in der Hauptstadt Madrid. 2008 bewarb er sich mit Ángel travieso für den Eurovision Song Contest, kam aber nicht ins nationale Finale.
Ab 2009 war Fernández Mitglied der 5-köpfigen Boyband Auryn. Sie kamen 2011 unter die letzten drei beim ESC-Vorentscheid und hatten danach drei Nummer-eins-Alben in Folge, bevor die Bandaktivitäten eingestellt wurden.
Blas Cantó war 2018 der erste der Fünf, der ein Soloalbum herausbrachte und damit auf Platz 1 der spanischen Charts kam. Dani Fernández folgte ein Jahr später mit dem Album Incendios. Es erreichte im Juni 2016 Platz 2 der spanischen Charts. Eine erweiterte Ausgabe des Albums mit Akustikversionen und Bonussongs unter dem Titel Incendios y cenizas kam im Jahr darauf auf Platz 4. 
Im Jahr 2022 folgte das nächste Album Entre las dudas y el azar. Es stieg Anfang März auf Platz 1 in die Charts ein.

## Diskografie

### Alben
| Jahr | Titel Musiklabel                             | Höchstplatzierung, Gesamtwochen, AuszeichnungChartsChartplatzierungen (Jahr, Titel, Musiklabel, Platzierungen, Wochen, Auszeichnungen, Anmerkungen) | Anmerkungen                             |
| Jahr | Titel Musiklabel                             | ES | Anmerkungen                             |
| ---- | -------------------------------------------- | --- | --------------------------------------- |
| 2019 | Incendios Warner Music Spain                 | ES2 (23 Wo.)ES | Erstveröffentlichung: 24. Mai 2019      |
| 2020 | Incendios y cenizas Warner Music Spain       | ES4 (32 Wo.)ES | Erstveröffentlichung: 13. November 2019 |
| 2022 | Entre las dudas y el azar Warner Music Spain | ES1 Gold · (106 Wo.)ES | Erstveröffentlichung: 18. Februar 2022  |
| 2024 | La jauria Warner Music Spain                 | ES1 Gold · (… Wo.)ES | Erstveröffentlichung: 25. Oktober 2024  |

### Singles
| Jahr | Titel Album                                | Höchstplatzierung, Gesamtwochen, AuszeichnungChartsChartplatzierungen (Jahr, Titel, Album, Platzierungen, Wochen, Auszeichnungen, Anmerkungen) | Anmerkungen                                                            |
| Jahr | Titel Album                                | ES | Anmerkungen                                                            |
| --- | ------------------------------------------ | --- | ---------------------------------------------------------------------- |
| 2018 | Te esperaré toda la vida Incendios         | ES99 ×2Doppelplatin · (1 Wo.)ES | Erstveröffentlichung: 18. Mai 2018                                     |
| 2019 | Disparos Incendios                         | ES83 ×2Doppelplatin · (18 Wo.)ES | Erstveröffentlichung: 1. März 2019                                     |
| 2020 | Bailemos Incendios                         | ES75 ×3Dreifachplatin · (12 Wo.)ES | Erstveröffentlichung: 7. Februar 2020 feat. Isma Romero                |
| 2021 | Clima tropical Entre las dudas y el azar   | ES65 ×3Dreifachplatin · (27 Wo.)ES | Erstveröffentlichung: 23. April 2021                                   |
| 2021 | Dile a los demás Entre las dudas y el azar | ES98 ×3Dreifachplatin · (1 Wo.)ES | Erstveröffentlichung: 17. Dezember 2021                                |
| 2023 | Luces de ciudad Lugar paraiso              | ES93 Gold · (1 Wo.)ES | Erstveröffentlichung: 25. August 2023 mit Nil Moliner & Álvaro de Luna |
| 2024 | Todo Cambia La jauria                      | ES72 Platin · (17 Wo.)ES | Erstveröffentlichung: 18. Januar 2024                                  |
| 2024 | Me has invitado a bailar La jauria         | ES12 ×2Doppelplatin · (… Wo.)ES | Erstveröffentlichung: 23. August 2024                                  |
| 2024 | Por no bailar contigo La jauria            | ES73 (2 Wo.)ES | Erstveröffentlichung: 17. Oktober 2024                                 |
| Folgende Lieder erschienen nicht als Single, wurden aber durch das Album zum Download und Streaming bereitgestellt und konnten somit eine Platzierung erlangen: |                                            | |                                                                        |
| |                                            | |                                                                        |
| 2024 | ¿Y si lo hacemos? La jauria                | ES61 (1 Wo.)ES | feat. Valeria Castro                                                   |

Weitere Singles
- 2020: Vértigo
- 2020: Puñales
- 2022: Sin Vergüenza (mit Arde Bogotá, ES: Platin)
- 2022: Plan fatal (mit Juancho Sidecars, ES: Gold)
- 2022: Lo siento (mit Viva Suecia, ES: Gold)
- 2022: Si tus piernas (ES: Gold)
- 2022: San blas (Pole feat. Dani Fernández, ES: Gold)
- 2023: Solo tienes que avisar (ES: Gold)